# پیلزلی، داربی‌شر دیلز
پیلزلی (به انگلیسی: Pilsley) یک روستا و محله مدنی در بریتانیا است که در Derbyshire Dales واقع شده‌است. پیلزلی ۱۵۲ نفر جمعیت دارد.